# Società Sportiva Sutor 2001-2002
La Società Sportiva Sutor 2001-2002, sponsorizzata Premiata, ha preso parte al campionato professionistico italiano di Legadue.

Ha disputato le proprie partite interne presso il Palasport di Porto San Giorgio.

## Verdetti
- Legadue:
  - stagione regolare: 13º posto su 14 squadre (13-23);
    - retrocessione in Serie B d'Eccellenza.

## Roster
| Giocatori |
| --------- |

|    | Naz.               | Ruolo | Sportivo         | Anno | Alt. | Peso |  |
| -- | ------------------ | ----- | ---------------- | ---- | ---- | ---- |  |
| 7  | Italia (bandiera)  | G     | Alberto Causin   | 1976 | 197  | 96   |  |
| 10 | Italia (bandiera)  | C     | Augusto Binelli  | 1964 | 215  | 118  |  |
| 12 | Italia (bandiera)  | G     | Diego Savazzi    | 1976 | 195  | 87   |  |
| 14 | Senegal (bandiera) | AC    | Cheikh Ya-Ya Dia | 1974 | 204  | 110  |  |

| Staff tecnico                     |
| --------------------------------- |
| Allenatore: Stefano Michelini     |
| dal 12 novembre Virginio Bernardi |
| dal 15 febbraio Stefano Ranuzzi   |
| Assistente: Giorgio Lazzarini     |
| dal 16 novembre Marco Rota        |
| dal 16 febbraio Rudy Hackett      |

| Giocatori acquisiti a stagione in corso |
| --------------------------------------- |

|    | Naz.                                       | Ruolo | Sportivo                           | Anno | Alt. | Peso |  |
| -- | ------------------------------------------ | ----- | ---------------------------------- | ---- | ---- | ---- |  |
| 6  | Croazia (bandiera)                         | C     | Toni Blaskovic dal 4 ottobre       | 1979 | 207  |      |  |
| 20 | Porto Rico (bandiera)                      | PG    | Elías Ayuso dal 2 novembre         | 1977 | 185  | 84   |  |
| 18 | Italia (bandiera)                          | P     | Pier Filippo Rossi dal 30 novembre | 1974 | 184  | 75   |  |
| 4  | Stati Uniti (bandiera)                     | A     | Corey Benjamin dal 7 dicembre      | 1978 | 198  | 91   |  |
| 13 | Stati Uniti (bandiera)                     | AC    | Anthony Evans dal 10 dicembre      | 1978 | 202  | 120  |  |
| 15 | Stati Uniti (bandiera)                     | C     | Eric Riley dall'11 gennaio         | 1970 | 213  | 111  |  |
| 8  | Stati Uniti (bandiera)                     | G     | Laron Profit dall'11 gennaio       | 1977 | 196  | 93   |  |
| 5  | Stati Uniti (bandiera)                     | P     | Jemeil Rich dal 18 gennaio         | 1975 | 180  | 80   |  |
| 6  | Stati Uniti (bandiera)                     | A     | Michael Robinson dal 23 febbraio   | 1976 | 198  | 100  |  |
| 13 | Canada (bandiera) · Paesi Bassi (bandiera) | C     | Peter Van Elswyk dal 23 febbraio   | 1974 | 206  | 113  |  |

| Giocatori ceduti a stagione in corso |
| ------------------------------------ |

|    | Naz.                   | Ruolo | Sportivo                             | Anno | Alt. | Peso |  |
| -- | ---------------------- | ----- | ------------------------------------ | ---- | ---- | ---- |  |
| 13 | Stati Uniti (bandiera) | G     | Sharron Wilkerson fino al 3 dicembre | 1975 | 190  | 90   |  |
| 8  | Italia (bandiera)      | A     | Rodolfo Valenti fino all'11 gennaio  | 1980 | 198  | 96   |  |
| 9  | Italia (bandiera)      | P     | Paolo Berdini fino all'11 gennaio    | 1978 | 188  | 77   |  |
| 5  | Stati Uniti (bandiera) | A     | Kevin Freeman fino al 17 gennaio     | 1978 | 201  | 100  |  |
| 4  | Stati Uniti (bandiera) | A     | Corey Benjamin fino al 17 gennaio    | 1978 | 198  | 91   |  |
| 13 | Stati Uniti (bandiera) | AC    | Anthony Evans fino al 17 gennaio     | 1978 | 202  | 120  |  |
| 6  | Croazia (bandiera)     | C     | Toni Blaskovic fino al 28 gennaio    | 1979 | 207  |      |  |
| 8  | Stati Uniti (bandiera) | G     | Laron Profit fino al 15 febbraio     | 1977 | 196  | 93   |  |

Legaduebasket: Dettaglio statistico